# Bothriospila elegans
Bothriospila elegans là một loài bọ cánh cứng trong họ Cerambycidae.